# William Andre
William Andre   (Montclair, 23 d'agost de 1931 - 17 d'octubre de 2019) fou un pentatleta estatunidenc que va competir durant la dècada de 1950.
El 1956 va prendre part en els Jocs Olímpics de Melbourne, on disputà dues proves del programa de pentatló modern. Junt a George Lambert i Jack Daniels guanyà la medalla de plata en la competició per equips, mentre en la competició individual fou setè.
En el seu palmarès també destaca una medalla de bronze al Campionat del món de pentatló modern de 1953 i una de plata als Jocs Panamericans de 1955. Una vegada retirat passà a exercir d'advocat.